# Мирові суди
Мировий суд – доктринальна модель судового провадження спеціальної судової інституції органів місцевого самоврядування, судді якої на основі спрощеної процедури їх діяльності забезпечують максимальну доступність до правосуддя, розглядають малозначні проступки та правопорушення, щодо яких можуть укладатись мирові угоди, а провадження, як правило, можуть закриватись за примиренням сторін, а відтак орієнтовані на мирне вирішення справ та максимальне сприяння злагоді в суспільстві.
Прилуцький С. В. вважає, що поняття «мировий суд» містить у собі декілька самостійних, але взаємопов’язаних значень. По-перше, мировий суд – це суд, який організовується миром (общиною, громадою) для забезпечення внутрішнього, суспільного порядку. По-друге, це суд, що забезпечує мир між членами суспільства шляхом примирення сторін при розв’язанні внутрішніх соціальних конфліктів .
До позитивних моментів діяльності мирових судів належать: виборність, а отже незалежність судів від інших гілок влади, простота судового провадження і швидкість розгляду справ, забезпечення більш надійного доступу до правосуддя та процесуальної економії при його провадженні, покращення суспільного контролю за судовою інституцією та довіри до неї, сприяння миру і злагоді в суспільстві, а сам мировий суд, крім того,  може стати гарною практичною  школою підготовки професійних суддів для судів загальної юрисдикції й інших судових та правоохоронних установ.

## Історичні аспекти становлення інституту мирових суддів
Мирові́ суди́  існували як  особливий вид суду в Російській імперії, в тому числі й на території України для розгляду дрібних кримінальних правопорушень, за які передбачалося тюремне ув'язнення до одного року та цивільних справ з ціною позову до 500 рублів. 
За приписами Уставу про покарання, що накладаються мировими суддями (1864 р.), за результатами  Судової реформи  (1864) , відомству мирових суддів підлягали всі кримінальні справи, які порушувались не інакше як за скаргою потерпілого, справи, які підлягали закриттю за примиренням сторін, а також справи про проступки, за які могло бути визначене покарання у вигляді арешту на термін до трьох місяців або ув'язнення на термін не більше одного року. Мировий суддя, розглядаючи справи в умовах дії принципів усності, гласності і змагальності сторін, міг у справах, які припиняються за примиренням сторін, обмежуватися дослідженням тільки тих доказів, які представлялись учасниками процесу, давати доручення поліції щодо провадження оглядів, обшуків, освідувань. 
Встановлені відповідно до судової реформи 1864 року. На мирові суди покладався обов'язок примирити сторони (звідси їхня назва). Обиралися терміном на три роки повітовими земськими зборами або міськими думами з осіб, що мали майновий та освітній цензи, з наступним затвердженням Сенатом. Першою інстанцією був дільничий мировий суддя, другою — повітовий або столичний з'їзд мирових суддів. У західних губерніях, у тому числі у Волинській, Київській та Подільській, мирових суддів призначав міністр юстиції.
За законом 1889 року мирові суди були ліквідовані (окрім столиць і деяких інших міст, зокрема Одеси та Харкова). Діяльність знову відновлена 1912 року. Мирові суди в Україні остаточно ліквідовані постановою Народного Секретаріату «Про введення народного суду» від 4(17) січня 1918 року.

## Особливості інституту мирових суддів  в зарубіжних країнах
В світовій судовій практиці юрисдикція мирових судів законодавчо обмежується різним колом справ:
а) найширша  – справи про малозначні (як правило) злочини та цивільні справи із визначеною певними межами невеликою сумою позову (Австралія,  Kанада, США, Франція, ФРН, Швейцарія, Англія та Уельс – цивільна юрисдикція магістратів украй обмежена лише розглядом спорів про стягнення боргів і з окремих питань  сімейного права; Іспанія – тут мирові суди розглядають основну масу дрібних цивільних справ;
б) лише справи про поліцейські порушення та цивільні справи із визначеною певними межами невеликою сумою позову (у Бельгії головна мета суду – примирення сторін; Люксембург – також здійснюють накладення і зняття арешту на майно, захист інтересів недієздатних осіб тощо);
в) тільки окремі цивільні справи (ПАР; Бразилія – зокрема сімейні, також здійснюють процедури примирення; Італія – щодо спорів про рухоме майно та про порядок користування майном, про відшкодування шкоди внаслідок зіткнення транспортних засобів; Уругвай – справи, що стосуються виселення, порушення контрактів, оренди, також дрібні комерційні справи).
Світовій практиці відомі такі системи формування мирових суддів: а) обираються населенням (Бразилія, Венесуела, деякі штати США, деякі суб’єкти РФ, деякі кантони Швейцарії – на різні строки, як правило, від трьох до восьми років); б) призначаються чи обираються (деякі суб’єкти РФ – представницьким (законодавчим) органом на п’ятирічний строк; деякі штати США – губернатором; деякі кантони Швейцарії - вищими судовими інстанціями або радами кантонів на різні строки; Австралія – відповідними органами виконавчої влади довічно або до досягнення певного віку; Іспанія – Вищим судом правосуддя певної адміністративно територіальної одиниці на чотири роки; Kанада – владою провінцій; Нова Зеландія – Генерал-губернатором; Люксембург - Великим герцогом довічно; Уругвай – Верховним судом на чотири роки). 

## Перспективи становлення інституту мирових суддів в Україні
З усіх систем формування мирових суддів скоріш за все в найбільшій мірі відповідають принципам правової держави взагалі, та забезпеченню верховенства права, зокрема, модель виборності суддів народом шляхом прямих виборів, Така модель забезпечує більшу незалежність і самостійність суддів та більшу прозорість їх формування для суспільства. 
«Свіжий струмінь в українську судову систему, як стверджує В. М. Кампо,  може внести інститут мирових суддів,  які за певних умов могли б виступити противагою до старого пострадянського суду. Тому ніхто, крім мирових суддів, не зможе виконати надзавдання, яке стоїть перед державою: дати суспільству дійсно демократичний суд. Ці судді повинні стати гарантами верховенства права, а не як нинішні судді захищати верховенство закону, який сам по собі здебільшого недосконалий та далекий від запитів і потреб народу, бо служить бюрократії. Інакше кажучи, мирові судді можуть забезпечити перехід судової системи від юридичного до соціологічного позитивізму, юридичного постпозитивізму тощо». 
До підсудності мирових суддів в сфері кримінального судочинства в Україні логічно  було б віднести усі справи  щодо кримінальних проступків, а також провадження про злочини, які порушуються тільки за заявою потерпілого та підлягають закриттю при досягненні мирової угоди, а також всі інші кримінальні справи, які за приписами норм матеріального і процесуального права можуть бути закриті за примиренням сторін чи у зв’язку з дійовим каяттям.
Мировий суд, як окрема, самостійна гілка судової системи, - на думку С. В. Оверчука, -  повинен бути відокремлений від загальних судів (англійська конструкція), підлягаючи, однак, нагляду з боку вищої касаційної інстанції, тобто Верховного Суду (французька конструкція ієрархічності та єдиного касаційного суду). За такої архітектоніки мирові суди утворюють паралельну до загальних та спеціалізованих судів дволанкову систему, яка складається з місцевих (дільничних) мирових судів, територіальна юрисдикція яких визначається межами територіальної громади (або об’єднаної територіальної громади), та апеляційних мирових судів. Загальні, спеціалізовані та мирові суди (як напівавтономні судові гілки) мають інстанційно «замикатися» на Верховному Суді (як вищому касаційному суді країни). Такий підхід дозволить забезпечити єдність судової системи та судової практики, а щодо мирових судів – реалізувати їх організаційні та процесуальні особливості .

## Див також
- Судоустрій
- Судова реформа в Російській імперії (1864)